# Bănie
Bănia era o instituție de guvernare din Țara Românească preluată din occident prin intermediul ungurilor de la Carol cel Mare care obișnuia să creeze mărci de graniță în teritoriile noi cucerite.
În timpul domniei lui Vlad Călugărul, Barbu Craiovescu reușește să preia dregătoria deținută de tatăl său Neagoe Strehăianul, fiind prima oară în istoria acestei instituții când un ban dintr-o familie urma unui alt ban din aceeași familie, cu alte cuvine bănia devine ereditară.
Printr-un document datat la 21 ianuarie 1500 este înființată o nouă dregătorie de către Radu cel Mare: marea bănie, primul mare ban din istoria Țării Româneștii fiind Barbu Craiovescu. Spre deosebire de bănie, care era o funcție mai mult administrativă, marea bănie cumula și funcții judecătorești și militare, marele ban devenind al doilea feudal al țării, după domn, iar în Oltenia era un adevărat stăpânitor cu puteri discreționare.